# Нагрудники

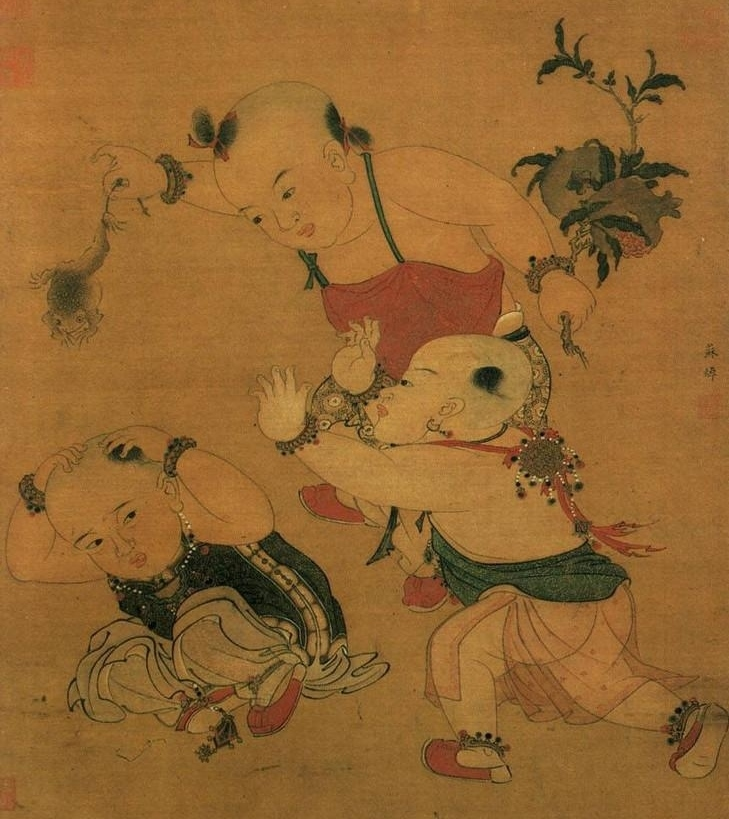
Картина Доан Дуонг кричить тобі (端陽戲嬰圖) була написана автором То Хан Тханом близько XII століття, зображено трьох дітей у нагрудниках, які граються.

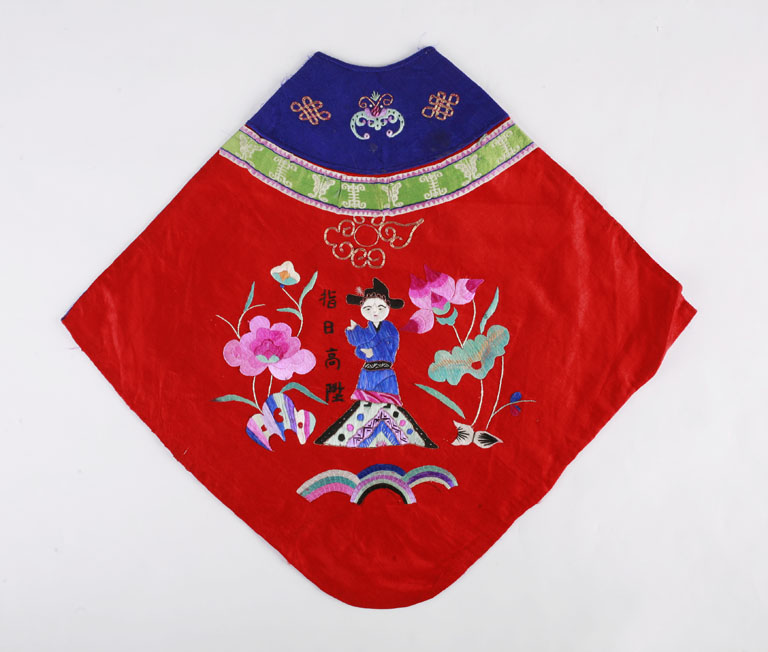
Вишитий нагрудник для китайця, 1950-ті роки.

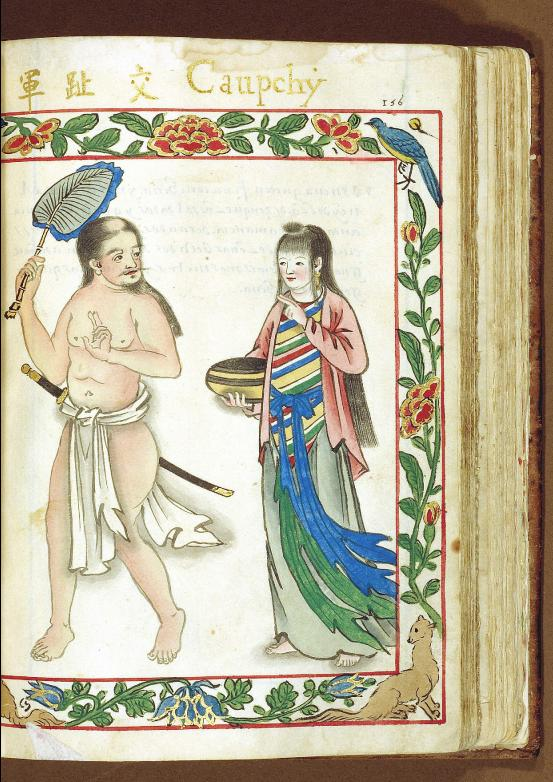
Хоа Ан Нам, жінки в п'ятиколірних комбінезонах і чоловіки в шоломах (頭角) були боксерами в Boxer Codex, 1595,

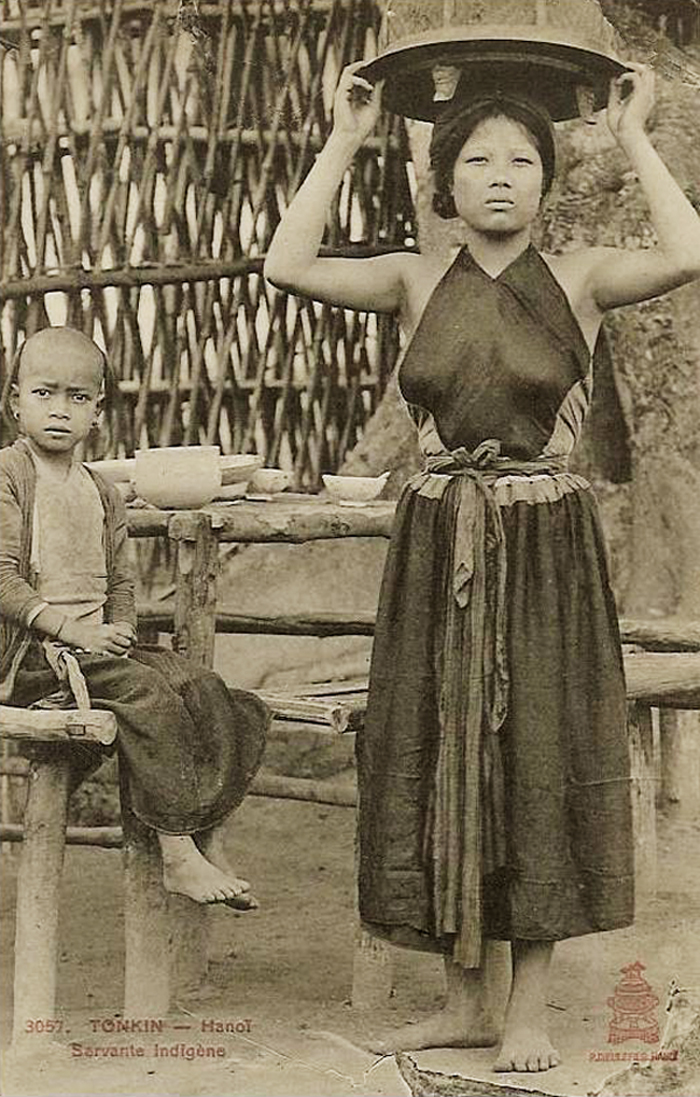
Жінка і дитина в комбінезонах, Ханой 1900—1915 рр.

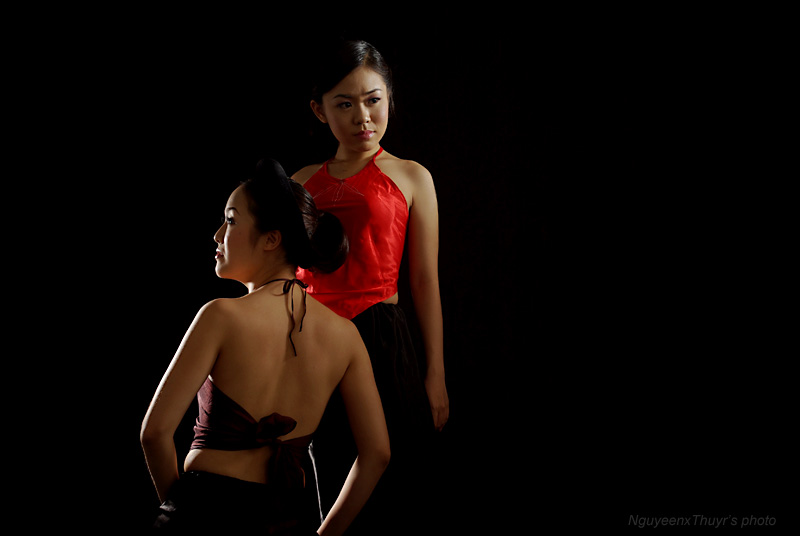
Дві дівчини в старовинних камзолах, 2008 р.

Нагрудник (Nho : 肚兜/兜子dãu/dô tu, Nom : 裺 або 𧞣) — квадратний шматок тканини, який покриває груди жінок і дітей у Китаї та В'єтнамі.

## Історія

### В'єтнам
Сорочка з круглим вирізом — це вбудований комір, загострений V-подібний комір — автомобільний, а V-подібний низ з більш глибоким вирізом — ластівка. Для офіційності чоловіки також носять нагрудники як спідню білизну, середній одяг як сорочку з довгими рукавами, нижній одяг як набедрену пов'язку (馬袴) (довгі штани з розрізами спереду та ззаду внизу). Якщо ви носите довгу сукню, яка закриває нижню частину тіла або має броню, нижній одяг називається Док Тай Кон (犢鼻褌) (короткі штани з розрізами з обох боків). Якщо ви військовий або член комуни, ваш нижній одяг — доу кхо (豆袴) (короткі штани). Якщо ви фермер (команда весни та грому), рибалка (рибальська команда), солдат військової підготовки (носите цвях чорного кольору), військовий кінний охоронець, армія Нгі Трук (усі носять чорне пальто з чорним волоссям) Ви можете носити набедрену пов'язку (袴) (м'яка смужка, яка закриває нижню частину тіла, як вугор). Жіноча спідня білизна — камзол, традиційний одяг — сорочки з довгими рукавами або сорочки з довгими рукавами від 1 до 3 кольорів, а нижній одяг — зазвичай прозорі верхні штани (спідниця). Якщо ви бідна молода дівчина або служниця, ви носите міні халат (小衣) (коротка спідниця). Якщо ви фермер або рибалка, ви носите кон (裩) (фіксовану спідницю). Якщо ви дівчина, Дау Сінь (佾生), танцюрист або технік, який виконує Xuan Pha, ви носите Hoang Le Kho (横勒袴) (парчову смужку, вишиту 7 кольорами з візерунком, розділеним на багато частин навколо гладкий).

### Китай
Відповідно до історичних записів, нагрудники виникли внаслідок одягання наложниць Дуонг із династії Тан, які називалися До-дау (肚兜, Обгортання живота), Дау-до (兜肚, Обертає живіт), Дуа-дау (肚兜, Обгортає живіт).兜兜, Wrappy, Little wrap). Проте археологічні дані підтвердили існування більш давнього типу одягу, який прикривав груди, який носили жінки за часів династії Цінь, і називався Tiet-y (褻衣).
За часів династії Мін дівчата почали носити нагрудники з трьох років. Маленькі мішечки з імбиром, чебрецем та іншими травами часто пов'язують навколо сорочки, щоб регулювати ци в організмі. Протягом цього часу нагрудники завжди були пофарбовані в червоний колір з концепцією відлякування злих духів у китайських народних віруваннях. Але під час династії Цін нагрудники мали додатковий ефект уплощення грудей, тому їх завжди щільно пришивали до тіла. Лише в 1927 році з'явився закон, який через багато десятиліть заборонив цей стиль пошиття одягу Після запеклих дебатів указ був виданий спочатку в Гуандуні, а потім поширився на весь материк.
В цей час спецодяг став улюбленим об'єктом експлуатації в західній індустрії моди, включаючи такі відомі бренди, як Versace, Versus, Miu Miu. Ця тенденція навіть поширилася в суспільстві материкового Китаю, багато модельєрів, у тому числі знаменитість Чжан Цзиї, поєднували носіння комбінезонів зі спортивним одягом [. Багато досвідчених (іноді навіть суворих) китайців категорично заперечували це нововведення.

### Японія
В Японії діти часто носять персикові нагрудники та набедрені пов'язки.

## Рекомендовані
Оскільки це аксесуар, комбінезон буває різних форм залежно від користувача та кравця. Найпростіший вид має трапецієподібну форму з невеликим низом і верхом, прикріпленими за допомогою шнурка для носіння або зав'язування на шиї. Дві невеликі смужки тканини внизу залишаються довгими, обмотуються навколо та зав'язуються вузлом ззаду на талії. Більш складні моделі нагрудників можуть бути ширшими посередині, мати шнурок, прикріплений навколо талії, а потім зав'язувати ремінь. Таким чином, камзол закриває від грудей до пупка, залишаючи відкритими пахви.
Коли вони народжуються, діти часто носять червоні нагрудники, щоб благословити та відвернути зло. Коли вони досягають повноліття, лише жінки все ще носять нагрудники.
Крім основного імперського кольору, який є прерогативою імператора, інші кольори залежать від нього. Більшість жінок віддають перевагу білому, курячому жиру, кешью, залишкам бетелю, ліловому, коричневому, а також банановому, білому та керамічному кольорам, але вони рідше. Відповідно до поеми «Десять заповідей літератури самотньої душі Куок» (十戒孤魂國語文) автора Ле Тхань Тонга, квіткові дами часто люблять носити «нагрудники зі схрещеними крилами, вишитими краями», кольору «зеленого з коміром папуги», червоний від козячої крові". Унікальне плаття Lady має брошку-метелик із вишитим візерунком, що поєднує 3 кольори ао-дай та 2 кольори пюре, створюючи дивний вигляд феї — метелика. Це може бути оригінальний халат, який використовувався для створення сорочки з чотирма боді династії Нгуєн
Представники високого класу використовують нагрудники, виткані з шовку або парчі, люди нижчого класу вибирають менш міцні тканини, такі як бавовна та банановий шовк. Нагрудники можуть бути вишитими квітами, метеликами або нерозлучними птахами, в більш особливих випадках кажанами (удача), гуавами (лок), персиками (то) або моральними виразами.
У період Мін — Цін через все більш консервативні моральні норми нагрудники використовувалися для розгладження жіночих грудей. Знатні будинки найчастіше шиють з щільної тканини або міді, срібла, золота, іноді з бісером або блиском. Крім того, пахву сорочки також було розширено, щоб охопити її щільніше, ніж раніше. Дотепер лише камзол народу Ан Нам зберіг свої оригінальні риси.